# Heinrich Merz
Kaspar Heinrich Merz (* 7. Mai 1806 in St. Gallen; † 29. Juli 1875 am Wilden Kaiser bei Kufstein) war ein Schweizer Zeichner sowie Kupfer- und Stahlstecher.

## Leben
Merz war der Sohn des Webers und späteren Kaufmannsdieners Johann Jakob Merz und dessen Frau Dorothea (geborene Triebelhorn) aus Schwellbrunn in Appenzell. Die Eltern waren sehr arm, und die Mutter arbeitete als Kinderfrau. Von den sechs Kindern hatten nur drei das dritte Lebensjahr erreicht, Jacob, Heinrich und Marie[chen]. Trotzdem reichte das Geld kaum zum Leben. Als der Vater zum Militärdienst eingezogen wurde, gab die Mutter ihre Kinder in das neu errichtete Waisenhaus. Merz wurde von seinem sechsten bis 15. Lebensjahr gemeinsam mit seinen Geschwistern dort erzogen. Hier wurde er unter anderem im Zeichnen unterrichtet. Ab 1821 wurde er mit Hilfe «einiger Gönner» für vier Jahre bei dem Kupferstecher Johann Jakob Lips in Zürich «in die Lehre gegeben». Hier lernte er seinen späteren Schwager Carl Arnold Gonzenbach kennen. Am 19. Dezember 1825 schrieb er sich für das Fach Druckgrafik an der Akademie der Bildenden Künste München ein. Nebenbei arbeitete er als Kupferstecher für die Zeitschrift Geschichtliche Unterhaltungen. Merz arbeitete zunächst für ein Jahr im Antikensaal und konnte seinen Aufenthalt durch kleinere Arbeiten verlängern. 1827 kehrte er vorübergehend nach St. Gallen zurück. 1829 wurde er in München ein Schüler des Schweizer Kupferstechers Samuel Amsler, der zum Professor für Kupferstecherkunst an die Kunstakademie berufen worden war. Merz wurde dort Amsler’s treuester Schüler. Hier befreundete er sich mit Wilhelm von Kaulbach und Moritz von Schwind. 1843 heiratete er Maria Rosalin Gonzenbach, die Schwester seines Freundes, mit dem er in einer Wohngemeinschaft lebte. Im Jahr 1869 verlor er kurz nacheinander seine jüngste Tochter Klara und seine Frau.
Nachdem sich Merz auch einen Ruf für seine in teils jahrelanger Einzelarbeit geschaffenen Farbstiche erworben hatte, verunglückte der «rüstige Mann […] wahrscheinlich in Folge eines Herzschlages, am 29. Juli 1875 auf einer Bergpartie am sogenannten Wilden Kaiser nächst Kufstein».

## Bekannte Werke
- Frühe Werke:[3]
  - 50 Blätter zu Friedrich Oliviers Volksbilderbibel (Neues Testament mit Text von Gotthilf Heinrich von Schubert), Verlag Gotha ab 1836, Original-Titel: Bilder-Bibel in funfzig bildlichen Darstellungen von [Friedrich] Oliver / Nebst einem begleit. Text von G[otthilf] H[einrich] von Schubert.
  - Porträts Niebuhrs nach Julius Schnorr
  - Porträt des Grafen Raczynski
  - Kain und Abel nach Genelli
  - Erscheinung des Christenthums. In: C. Hermann: Geschichte des deutschen Volkes. Perthes Gotha 1852
- um 1833: Stich nach der Madonna (aus der Anbetung der Könige in der Allerheiligenkirche) von Heß für den Frankfurter Kunstverein, erschienen 1833 in München bei Reichardt
- 1834: Jakob, Laban und Rahel nach einer Federzeichnung von Julius Schnorr
- um 1835 nach Wilhelm von Kaulbach, für den Frankfurter Kunstverein:
  - Porträt von Samuel Amsler
  - Narrenhaus
  - Egmont und Klärchen
- nach Cornelius
  - 1836–1838: Vollendung der von Professor E. Schäffer begonnenen Platte mit der Nacht
  - bis 1840: Reproduktion von Cornelius’ Jüngstem Gericht in der Ludwigskirche
  - Geburt und Kreuzigung Christi (Originale beide in der Ludwigskirche)
- Barbarossa nach Kaulbach, abgedruckt im sogenannten Hermann-Kalender für 1843, nach der von J. Minsinger galvanisch vervielfältigten Platte
- Das Leben einer Hexe in Zeichnungen von Bonaventura Genelli, gest. von Heinrich Merz und C[arl Arnold] Gonzenbach. Mit erläuternden Bemerkungen von Hermann Ulrici, Julius Buddeus, Rudolph Weigel, Düsseldorf / Leipzig, o. J. [1847], 2 Blatt mit 10 Radierungen, davon 5 Stücke von Merz
- 1848–1852, in achtjähriger Arbeit im Auftrag von Carl Waagen: grosser Farbenstich nach Kaulbachs in der Neuen Pinakothek befindlichem Ölbilde Die Zerstörung Jerusalems
  - daraus die Gruppe mit dem Auszuge der Christen
- um 1853: Capitalblatt die Zerstörung Troja’s nach dem Wandgemälde von Cornelius in der Glyptothek, erschienen 1853–55 in Leipzig, im Verlag des Bibliographischen Instituts und für den Kölner Kunstverein
- Der reuige Sünder oder die Freude der Engel nach Gustav König nebst zwei Randzeichnungen zu den Psalmen desselben
- 10 Blätter zu Genellis Leben eines Künstlers, erschienen in Leipzig bei Alphons Dürr
- Schultheiß Wengi von Solothurn stellt sich vor die Kanonen der Aufrührer nach Casp. Boshart, erschienen in Basel bei Lang
- 3 Stahlstiche nach Friedrich Pecht in dessen 1859 erschienener Schiller-Galerie[4]
- 25 Platten zu Ernst Försters Denkmale italienischer Malerei, erschienen in Leipzig ab 1870 bei T. O. Weigel
- Peter Cornelius: Entwürfe zu den kunstgeschichtlichen Fresken in den Loggien der königlichen Pinakothek. Mit Text von E. Förster. Alphons Dürr, Leipzig 1875, 48 Blätter[7]
- sieben Blätter zu Führichs Buch Ruth, erschienen in Leipzig 1875
- 2 Blätter zu Schwinds Fidelio, Leipzig 1875 (die beiden anderen schuf Gonzenbach)

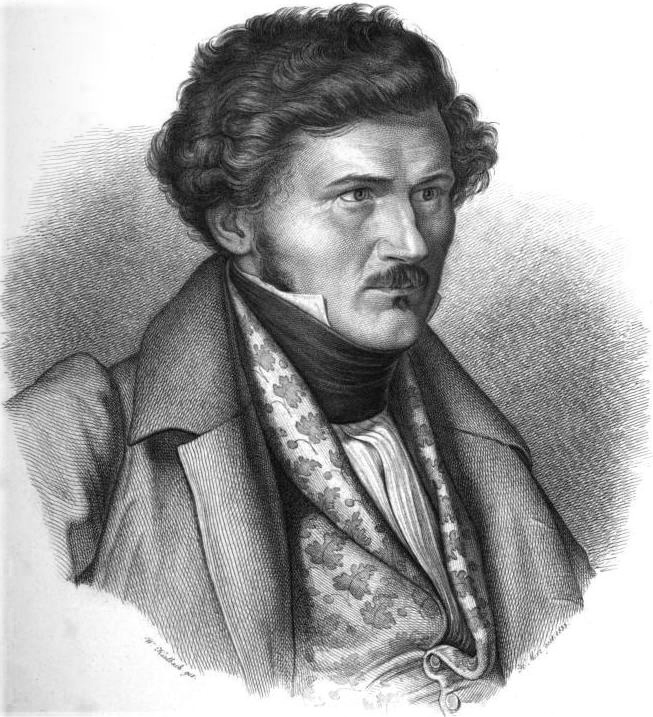
Der Lehrer: Samuel Amsler; Stich nach Wilhelm von Kaulbach
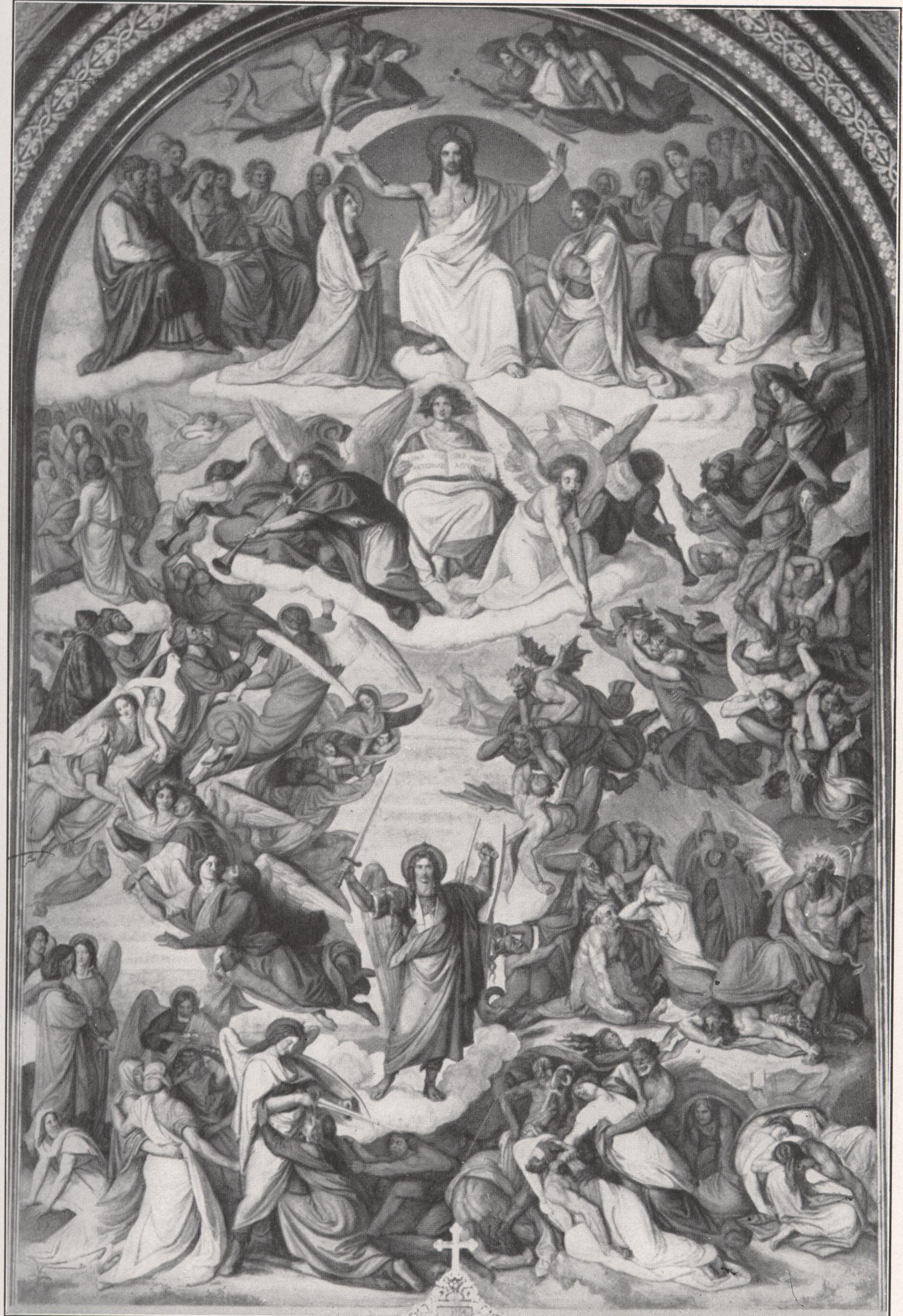
Das Jüngste Gericht, Ludwigskirche; Stich bis 1840 nach Cornelius
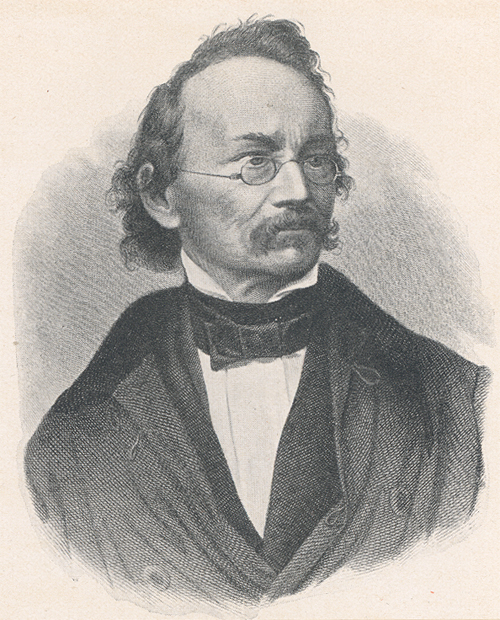
Der Maler Gustav König; Stich nach einer Fotografie
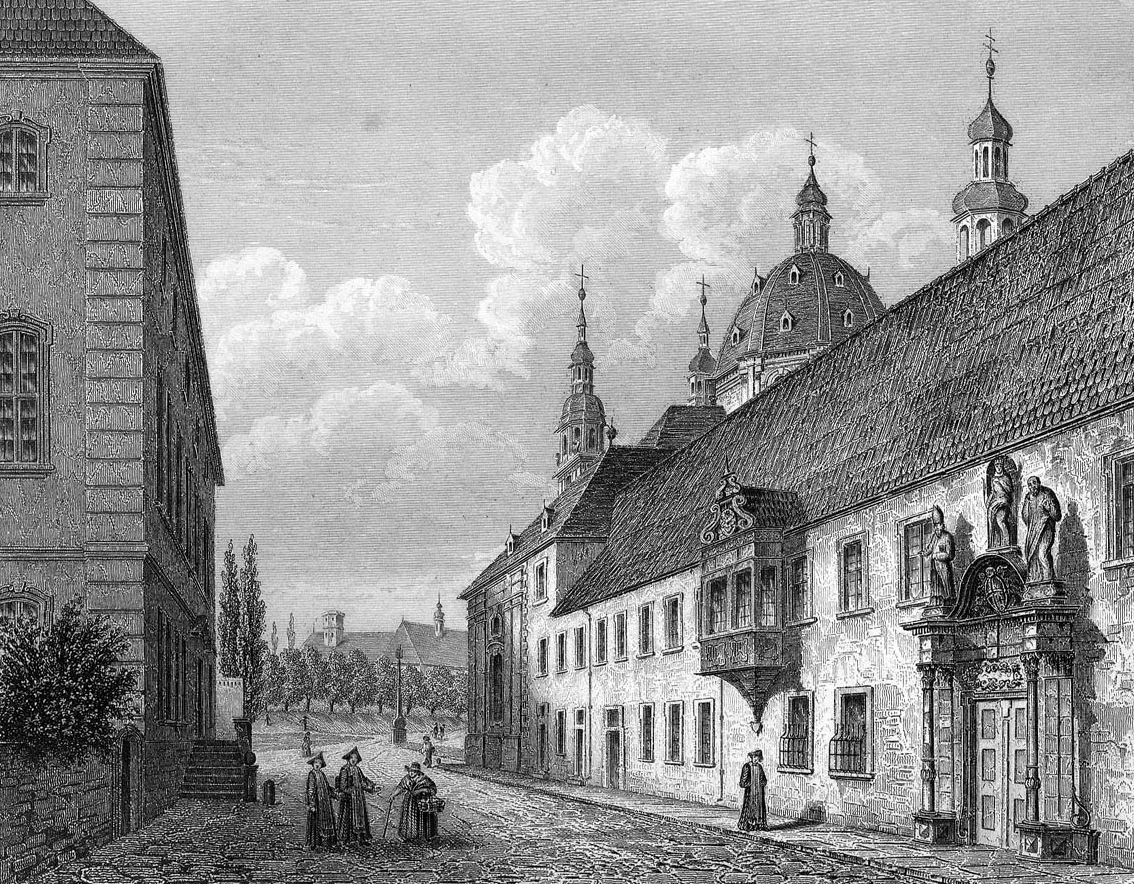
Priesterseminar und Bibliothek in Fulda, Stahlstich um 1850
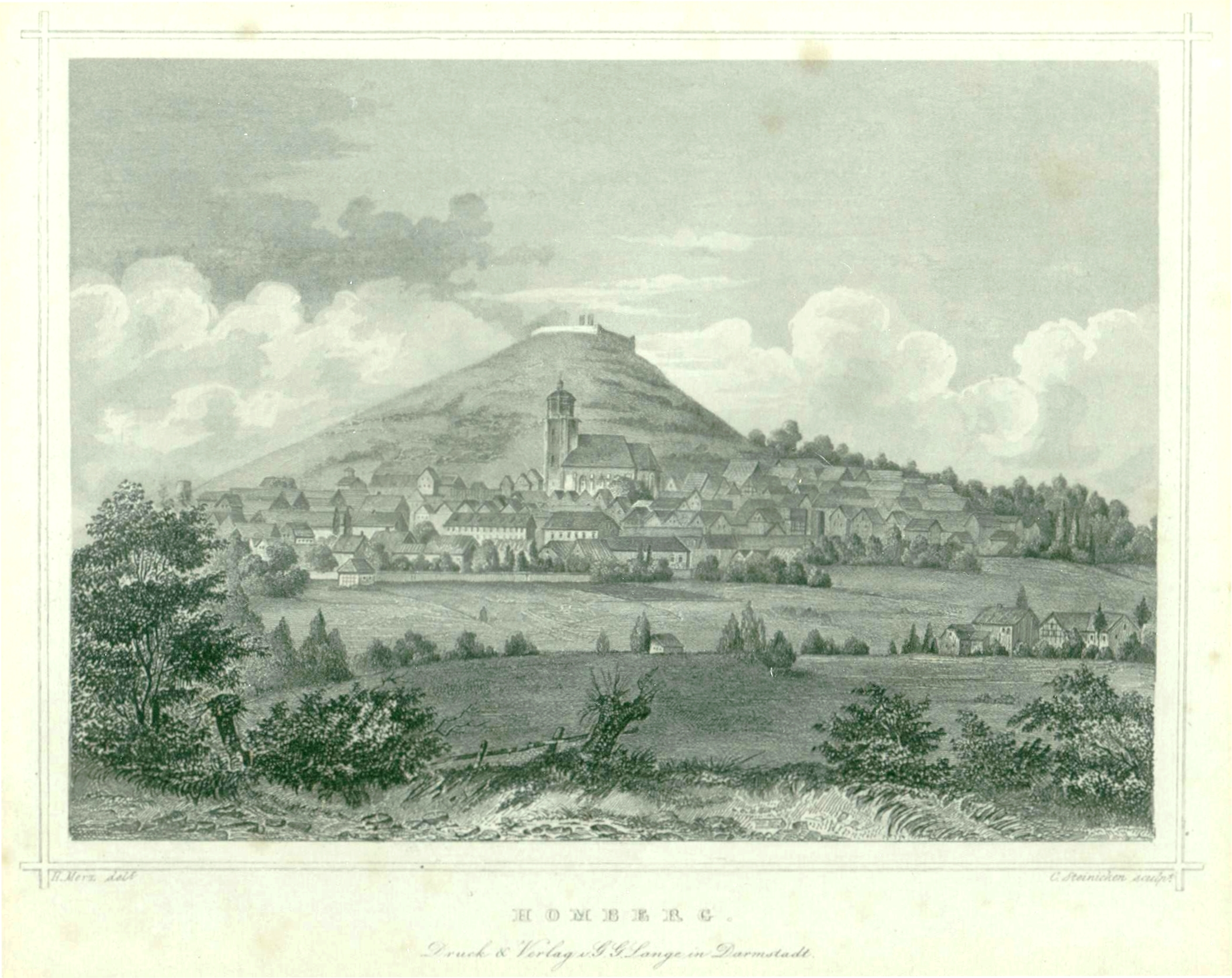
Stadt und Burg Homberg nach einer Zeichnung, um 1850